# Aplocera praeformata
Aplocera praeformata is een nachtvlinder uit de familie van de spanners (Geometridae).
De soort komt voor in een groot deel van Europa, met uitzondering van het noordwesten. In Nederland komt hij niet voor, in België wel, zeldzaam in de provincies Luik en Luxemburg. De vlinder lijkt wel wat op de streepblokspanner en de sint-janskruidblokspanner, maar is met een voorvleugellengte van 20 tot 25 mm duidelijk groter. Bovendien bevindt zich aan de binnenkant van de middelste dwarsband een lichtbruine vlek. De vliegtijd is van halverwege juni tot halverwege september.
De soort gebruikt Sint-Janskruid als waardplant. De rups, die overwintert, is te vinden van augustus tot in juni.

## Ondersoorten
Men onderscheidt de volgende ondersoorten
- A. p. praeformata (Hübner, 1826)
- A. p. gibeauxi Leraut, 1995
- A. p. urbahni Dufay, 1981